# Rolf Arfwedson
Lennart Rolf Gerhard Arfwedson, född 19 december 1896 i Silvberg, Kopparbergs län, död 12 maj 1962, var en svensk diplomat.

## Biografi
Arfwedson var son till bruksägare Gerhard Arfwedson och friherrinnan Caroline De Geer. Han blev reservofficer vid Livgardet till häst (K 1) 1917. Arfwedson tog kansliexamen 1919, ekonomisk examen vid Handelshögskolan i Stockholm 1920 och blev attaché vid Utrikesdepartementet (UD) 1921. Han var andre sekreterare 1928, andre legationssekreterare 1930 och förste legationssekreterare 1931 i Oslo. Arfwedson var vicekonsul i New York 1933, förste legationssekreterare i Berlin 1936, tillförordnad chargé d’affaires i Bogotá och Caracas 1938. Han var därefter chargé d’affaires i Colombia 1939 och 1943–1944, i Mexico City 1940–1943, i Budapest 1945–1949, i Wellington 1949–1951 och legationsråd i disponibilitet 1951.
Arfwedson gifte sig 1930 med Aina Wallenius (född 1905), dotter till kapten Nils Wallenius och Sigrid Gadd. Han avled den 12 maj 1962 och gravsattes den 15 juni 1962 på Norra begravningsplatsen i Stockholm.